# Adult contemporary

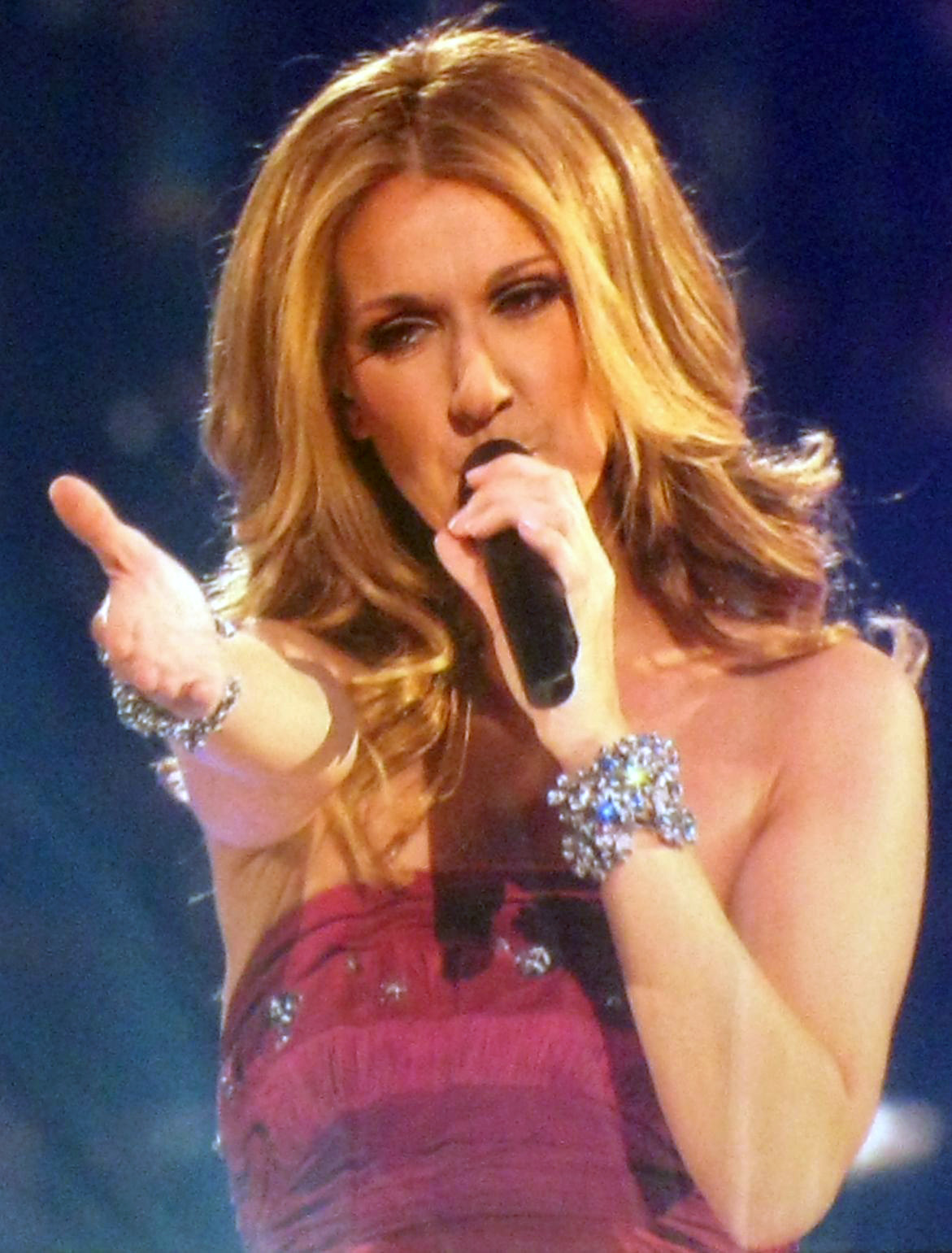
Céline Dion interpretando «Taking Chances» en el Centre Bell de Montreal en agosto de 2008.

El adult contemporary music —en español, música contemporánea para adultos—, frecuentemente abreviado como AC, es un tipo de música popular que algunas emisoras de radio emplean como formato dirigido principalmente a una audiencia adulta (de entre aproximadamente 18 y 44 años de edad). Se compone principalmente de música pop, R&B, soul, jazz y soft rock contemporáneos; no incluye hip hop, hard rock, heavy metal, pop juvenil o teen pop, ni dance de ritmo fuerte. 
El AC ha generado con el paso de los años subgéneros que incluyen el «hot AC», el «soft AC» («AC suave», también conocido como «AC liviano»), el «urban AC», el «rhythmic AC» y el «Christian AC» (un tipo más suave de música cristiana contemporánea). Algunos canales de radio solo emiten «hot AC», «soft AC» o sólo uno de los variados subgéneros. El AC no es considerado usualmente como un género específico de música, ya que está compuesto únicamente por un conjunto de pistas seleccionadas de músicos de diferentes géneros.

## Formatos deladult contemporary

### Soft adult contemporary
El soft adult contemporary (o soft AC o lite AC) es también conocido como música lite o liviana en español[cita requerida], y muchas de las estaciones de radio que emiten este formato se autodenominan lite stations (estaciones livianas). Otros sobrenombres para este tipo de música son «Magic», «Warm», «Sunny», «Bee» (o simplemente «B») y particularmente en Canadá «EZ Rock». El formato puede ser visto como un sucesor más moderno o en combinación a otros formatos como el middle of the road (MOR), la beautiful music, el easy listening y el soft rock.

### Hot adult contemporary
Las estaciones de radio emisoras del hot adult contemporary emiten una variedad de temas clásicos y música corriente contemporánea dirigidos a un público adulto. Algunas de las estaciones Hot AC se concentran un poco más en la música pop y rock alternativo para poderse enfocar a la audiencia de la generación Z, a pesar de que incluyen también la música más juvenil del pop adolescente, el urban y el rhythmic dance.
Este formato incluye a menudo el pop bailable (como las canciones alegres de Madonna, Cher, Gloria Estefan y Kylie Minogue), el pop empoderado (principalmente por grupos vocales masculinos como Backstreet Boys y Westlife), y la música rock suave orientado para adultos y que está impulsada principalmente por la balada (típicamente por los Eagles, Sting, Phil Collins, Toto y los Moody Blues). En general, las estaciones de radio Hot AC mantienen un grupo de audiencia de entre 18-54 años de edad, tanto de hombres como de mujeres.